# الور (تيران وكرون)
الور هي قرية في مقاطعة تيران وكرون، إيران. عدد سكان هذه القرية هو 670 في سنة 2006.